# Каштанівка (Курманський район)
Кашта́нівка (до 1945 року — Тотма́н, крим. Totman) — село Курманського району Автономної Республіки Крим.
Відстань від райцентру до населеного пункта становить 32 кілометрів по прямій.